# Yrjö Väisälä
Yrjö Väisälä (Kontiolahti, Finlândia, 6 de setembro de 1891 – Rymättylä, Finlândia, 21 de julho de 1971) foi um astrônomo e físico finlandês.

## Família
Yrjö Väisälä teve como irmãos Kalle Väisälä, matemático, e Vilho Väisälä, meteorologista, ambos bem sucedidos em seus próprios campos da ciência.

## Contribuições
Suas principais contribuições foram no campo da óptica, mas era bastante ativo em geodésia, astronomia e metrologia óptica. Descobriu mais de 120 asteroides.
O asteroide 1573 Väisälä foi assim nomeado em sua homenagem.